# میدان گازی کنگان
میدان گازی کنگان (انگلیسی: Kangan gas field) از میدان‌های گازی ایران است، که در فاصله ۱۶۰ کیلومتری از جنوب شرقی بوشهر و در نزدیکی شهر کنگان در استان بوشهر قرار دارد.
میدان گازی کنگان در سال ۱۳۵۳ کشف شد و در سال ۱۳۶۶ تولید گاز از آن آغاز گردید. هم‌اکنون از شمار ۴۳ حلقه چاه گازی که در این میدان، حفاری و تکمیل شده، به‌طور متوسط روزانه ۵۲ میلیون متر مکعب، گاز طبیعی و ۱۶ هزار بشکه میعانات گازی تولید می‌شود. میدان گازی کنگان با ذخیره درجای ۲۹ تریلیون فوت مکعب، از میدان‌ها تحت مدیریت شرکت نفت مناطق مرکزی ایران می‌باشد، که در حوزه عملیاتی شرکت بهره‌برداری نفت و گاز زاگرس جنوبی قرار دارد.